# Kristin Carlsson
Kristin Carlsson, född 31 mars 1991, är en svensk före detta fotbollsspelare. Carlsson spelade med U20-landslaget vid bland annat U20-Dam-VM i fotboll. 

## Karriär
Carlssons moderklubb är Azalea BK. Mellan 2010 och 2012 spelade hon för Jitex BK i Damallsvenskan. I premiäromgången av Damallsvenskan 2011 råkade Carlsson ut för en korsbandsskada vilket gjorde att hon missade resten av säsongen.
I januari 2013 gick Carlsson till norska Vålerenga. I september 2015 värvades hon av Røa. Efter säsongen 2018 avslutade Carlsson sin karriär.